# Davide Mengacci
Davide Mengacci (Milano, 8 settembre 1948) è un conduttore televisivo italiano.
Noto al pubblico televisivo dalla fine degli anni ottanta, ha ottenuto una grande visibilità conducendo il format di successo Candid camera show, il reality Scene da un matrimonio e il quiz Il pranzo è servito. È un volto simbolo di Rete 4 dagli anni novanta, quando ha cominciato a condurre trasmissioni dedicate al turismo ed alla gastronomia sulla terza rete Mediaset.

## Biografia

### Esordi
Cresciuto nell'ambiente del Piccolo Teatro di Milano, dove lavoravano i genitori (è figlio di una costumista e di un direttore di scena), ha interrotto gli studi universitari alla Facoltà di Scienze politiche dell'Università Statale di Milano per l'improvvisa scomparsa del padre Guido, dovendo, a partire dal 1973, occuparsi dell'agenzia pubblicitaria di famiglia "Life", compito al quale si era preparato frequentando, in Svizzera, il biennio 1969/1970 de "L'École des Cadres de Lausanne".
La sua professione di pubblicitario si interrompe tredici anni più tardi, quando vende l'agenzia e comincia a lavorare in televisione; nel frattempo si era esibito come attore di cabaret in diversi teatri milanesi. All'inizio degli anni '80 la pratica semi-professionale della fotografia di reportage lo porta a collaborare come fotografo per le pagine di cronaca locale dei quotidiani Il Giorno e la Repubblica, e a realizzare alcuni servizi di reportage geografico per Qui Touring, il mensile del Touring Club Italiano.

### Debutto televisivo
Ha debuttato in televisione su Canale 5 con il programma Otto Italie allo specchio, in onda in seconda serata, seguito nel 1987 da Diritto di cronaca, curato da lui insieme a Guglielmo Zucconi. In entrambe le trasmissioni ha fatto uso della candid camera per scopi giornalistici. Sempre sul finire degli anni ottanta ha condotto per Canale 5 altre trasmissioni, come Questione di stile, Candid Camera Show (con Gerry Scotti) e Roba da matti. Nello stesso periodo ha collaborato anche con Mike Bongiorno nella realizzazione del quiz Pentatlon.

### Scene da un matrimonio: la consacrazione
Il primo grande successo è arrivato nel 1990, quando ha portato al debutto Scene da un matrimonio, vero e proprio antenato dei docureality diffusissimi a partire dal decennio successivo, che lo vede per la prima volta nelle vesti di conduttore, anche se non all'interno di uno studio televisivo. Inizialmente programmato per la seconda serata di Canale 5, dalla stagione 1991/1992 è trasmesso in versione quotidiana, dal lunedì al venerdì, regalando grande popolarità al conduttore che, nel 1992, ha pubblicato per Mondadori il libro Viva gli sposi, in tema con la trasmissione. Il programma ha mantenuto alta la sua popolarità fino al 1995, ultimo anno di produzione; nelle ultime stagioni, era stato promosso in prima serata.
Nel frattempo, data la crescente popolarità, nella stagione 1991-1992 ha condotto un blocco della trasmissione di Gianni Boncompagni Non è la Rai, nello specifico un segmento dedicato all'incontro tra i fans e le ragazze protagoniste del varietà; dal luglio 1992 gli fu affidata la conduzione dell'ultima edizione dello storico quiz Il pranzo è servito, in quel periodo riadattato alla fascia preserale e rinominato per alcuni mesi La cena è servita. L'esperienza terminò il 26 giugno 1993; si ricorda, durante la conduzione di Mengacci, la partecipazione al gioco di un allora ventenne Matteo Salvini, futuro segretario della Lega Nord. Sempre del 1993 è un altro format da lui condotto, Perdonami, in cui si è occupato di un altro aspetto della vita sentimentale: i tradimenti.

### I programmi culinari
Esaurito il filone delle trasmissioni sentimentali, il suo volto è rimasto associato a Retequattro grazie ad una serie di trasmissioni dedicate al mondo della cucina e delle tradizioni popolari italiane. Ha iniziato a presentare nel 1996 La domenica del villaggio, trasmissione itinerante in onda ogni domenica mattina da una diversa località d'Italia, in cui presentava usi, costumi e tradizioni dei luoghi visitati e ne preparava personalmente in diretta i piatti tipici. Nel corso delle stagioni è stato affiancato da Rosita Celentano, Mara Carfagna, Barbara Gubellini e Maddalena Corvaglia. Dal 1999 al 2004 è stato protagonista di Fornelli d'Italia, programma analogo ma trasmesso durante la settimana ed interamente dedicato alle ricette tipiche, andato in onda anche con alcuni spin off, nel quale era sempre il conduttore a cucinare, a volte con l'aiuto di alcuni abitanti del luogo di messa in onda; in tale programma Mengacci, ironicamente, ripeteva spesso di non voler essere definito un cuoco, ma "un uomo che cucina". Negli anni duemila ha poi condotto altre trasmissioni analoghe, come Cuochi senza frontiere. Dal 2010 al 2021 ha condotto Ricette di famiglia, poi ribattezzato Ricette all'italiana, inizialmente in onda solo nel weekend e, dal 2011, promosso in fascia quotidiana.
Nel 2012 e nel 2015 ha riproposto il format che lo ha reso famoso, Scene da un matrimonio, sempre su Rete 4.

## Vita privata
È sposato dal 1999 con la regista televisiva Cini Liguori (che ha diretto diversi episodi della soap opera Vivere); il 23 novembre 2012 ha riferito di essere legato sentimentalmente alla moglie da 27 anni. Dalla Liguori ha avuto il suo figlio più giovane, Guido Mengacci.
Ha altri due figli avuti da donne diverse, Matteo Mengacci e Rodolfo "Rudy" Zerbi (1969), disc jockey, produttore discografico già presidente della Sony Music italiana e personaggio televisivo. Zerbi lo ha reso nonno di quattro nipoti. 
Rudy Zerbi, che porta tale cognome in quanto non riconosciuto da Mengacci ed adottato da Roberto Zerbi, successivo compagno e marito della madre, ha rivelato di aver scoperto l'identità del padre all'età di 30 anni, quando la madre, che all'epoca aveva scoperto da poco di essere affetta da una grave malattia (che poi riuscì a superare), glielo riferì mostrandogli Mengacci in televisione, evento che gli fece provare uno shock tale da non riuscire a parlare per quasi due settimane. Padre e figlio si sono incontrati per la prima volta soltanto il 3 marzo 2001 ad una festa grazie a Mara Carfagna, che all'epoca affiancava Mengacci nel condurre La domenica del villaggio.

## Programmi televisivi
- Otto Italie allo specchio (Canale 5, 1985-1986)
- Dovere di cronaca (Canale 5, 1987)
- Pentatlon (Canale 5, 1987)
- Qui casa (Canale 5, 1987)
- Linea rovente (Rai 3, 1987)
- Questioni di stile (Rai 2, 1988)
- Candid Camera Show (Italia 1, 1988-1990)
- Roba da matti (Italia 1, 1989)
- Scene da un matrimonio (Canale 5, 1990-1994; Rete 4 1994-1996, 2015)
- Scene da una festa di Natale (Canale 5, 1991)
- Odissea (Canale 5, 1991) - Narratore
- Tricolore (Italia 1, 1991)
- Non è la Rai (Canale 5, 1991-1992)
- Serata d'amore per San Valentino (Canale 5, 1992)
- Il ballo delle debuttanti (Canale 5, 1992)
- Le più belle Scene da un matrimonio (Canale 5, 1992-1995; Rete 4, 1995)
- Il pranzo è servito (Canale 5, 1992; Rete 4, 1993)
- La cena è servita (Rete 4, 1992-1993)
- Perdonami (Rete 4, 1993-1996)
- Perdonami e poi... (Rete 4, 1994)
- Luogocomune (Rete 4, 1993-1994)
- Il Guinness dei Primati (Canale 5, 1995) Inviato
- La domenica del villaggio (Rete 4, 1996-2004; Canale 5, 2005)
- La festa del villaggio (Rete 4, 1997)
- Fatto in Casa (Rete 4, 1997)
- Fornelli d'Italia (Rete 4, 1999-2004)
- Il sabato del villaggio (Rete 4, 2000-2001)
- Promessi Sposi (Rete 4, 2001)
- Fornelli in crociera (Rete 4, 2004, 2008)
- Casa Mediashopping (Rete 4, 2006-2007)
- Su le maschere (Rete 4, 2008)
- Miss Padania (Rete 4, 2008)
- Fornelli in piazza (Rete 4, 2008)
- Cuochi senza frontiere (Rete 4, 2008-2010)
- Ricette di famiglia (Rete 4, 2010-2013)
- In cucina con Mengacci (Rete 4, 2011)
- Ricette di sera (Rete 4, 2012)
- Ricette all'italiana (Rete 4, 2013-2021)
- Nuove Scene da un matrimonio (Rete 4, 2012)
- Speciale Uomini e donne - Le Olimpiadi della TV (Canale 5, 2017) - giurato

## Pubblicità
- Philco (1992)
- Telepromozioni varie

## Filmografia
- I giorni e la storia – serie TV (Rai 2, 1988)
- Zanzibar – serie TV, episodio 1x18 (Italia 1, 1988)
- Gian Burrasca – film TV (Canale 5, 2002)
- Vivere – soap opera (Canale 5, 2004)

## Opere
- 1992 – Viva gli sposi (Mondadori Editore)